# 절단석

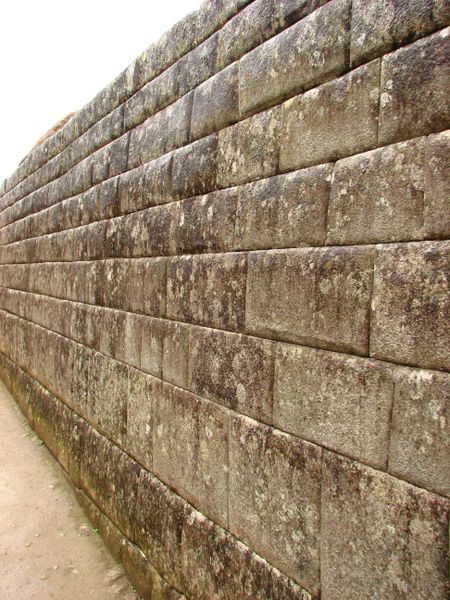
절단석

절단석(切斷石)은 일정한 모양과 크기로 정확하게 자르거나 다듬은 돌이다. 벽돌의 대안으로 오래된 건축물의 건축에 많이 이용되었다.
절단석은 곱게 다듬은(잘라내고 가공한) 돌로, 정사각형이 될 때까지 작업한 개별 돌이거나 그러한 돌로 만든 구조물이다. 절단석은 비트루비우스가 정층적(opus isodomum) 또는 덜 자주 사다리꼴로 언급한 가장 훌륭한 석조 벽돌 단위로 일반적으로 직사각형 직육면체이다. "다른 돌의 면에 인접한 모든 면에서" 정확하게 절단되는 절단석은 블록 사이에 매우 얇은 접합부가 가능하며 돌의 보이는 면은 채석면이거나 다양한 처리가 특징일 수 있다.
이러한 장식 처리 중 하나는 금속 빗을 사용하여 작은 홈을 만드는 것이다. 이 장식은 일반적으로 더 부드러운 절단석에만 사용된다.
절단석은 불규칙한 모양의 돌을 사용하는 잔해 벽돌과 대조되며 때로는 최소한으로 작업하거나 비슷한 크기로 선택하거나 둘 다 사용한다. 절단석은 곡선 및 다각형 석조물과 같이 정교하지만 사각형이 아닌 다른 석조 석조물과 관련이 있지만 구별된다.
절단석은 평행하게 놓인 긴 수평 층을 포함하여 연속적인 수평 조인트를 포함하는 과정일 수 있다. 절단석은 또한 임의적일 수 있으며, 여기에는 의도적으로 불연속 코스로 놓인 석재 블록과 수직 및 수평으로 불연속 조인트가 포함된다. 두 경우 모두 건식 절단석 구조, 금속 타이 및 기타 조립 방법이 사용되었지만 일반적으로 모르타르와 같은 접합 재료를 사용하여 블록을 함께 묶는다. 쿠스코와 마추픽추에 있는 잉카 건축의 마른 절단석은 특히 훌륭하고 유명하다.

## 같이 보기
- 치수석재